# Rehab (cântec)
„Rehab” este primul disc single extras de pe Back to Black (2006), cel de-al doilea album de studio al cântăreței britanice Amy Winehouse.

## Clasamente
| Clasamentul                | Cea mai înaltă poziție |
| -------------------------- | ---------------------- |
| Norvegia                   | 1                      |
| Spania                     | 7                      |
| Regatul Unit               | 7                      |
| Statele Unite ale Americii | 9                      |
| Belgia                     | 10                     |
| Canada                     | 10                     |
| Franța                     | 11                     |
| Elveția                    | 11                     |
| Noua Zeelandă              | 12                     |
| Finlanda                   | 15                     |
| Portugalia                 | 15                     |
| Țările de Jos              | 17                     |
| Austria                    | 19                     |
| Irlanda                    | 21                     |
| Germania                   | 23                     |
| Australia                  | 27                     |
| Danemarca                  | 33                     |
| Italia                     | 35                     |
| Suedia                     | 51                     |